# Giedre Voveriene
Giedre Voveriene, född den 5 februari 1968 i Vilnius, är en litauisk orienterare som tog EM-brons i stafett 2002.